# Майнові відносини
Майнові́ відно́сини — це вольові суспільні відносини з приводу належності, використання чи переходу нерухомого і рухомого майна та інших матеріальних благ від одного суб'єкта до іншого.
Р. А. Майданик зазначає, що майнові відносини це відносини з приводу належності (присвоєння) або використання майна — матеріальних і нематеріальних благ (речей тощо), які мають економічну форму товару.
Майнові відносини мають майново-вартісний (економічний) характер. Вони засновані на юридичній рівності, вільному волевиявленні, майновій самостійності їх учасників.
За змістом майнові відносини поділяють на:
а) відносини власності;
б) відносини в галузі товарообігу.
Іноді окремо виділяють відносини щодо здійснення корпоративних прав.
Відносини власності відображають існуючий розподіл матеріальних благ (засобів і продуктів виробництва) між певними особами (громадянами, юридичними особами, державою, територіальними громадами та іншими соціальними утвореннями). Вони мають статичний характер, оскільки закріплюють належність матеріальних благ відповідним власникам.
Майнові відносини у галузі товарообігу — це відносини, пов'язані з переходом матеріальних благ від одних суб'єктів (виробників матеріальних благ) до інших (споживачів матеріальних благ), зокрема майнові відносини, що виникають з договорів купівлі-продажу, поставки.
Майнові відносини в галузі товарообігу інакше називаються товарно-грошовими, оскільки виникають на базі товарного виробництва і відображають рух товарів від виробника (чи посередника) до споживача, який сплачує за них гроші чи інший еквівалент. В умовах товарного виробництва діє закон вартості і тому товарно-грошові відносини мають вартісний характер.
Якщо порівняти відносини власності і товарно-грошові, то можна дійти висновку, що перші відображають статику власності, другі — її динаміку.
Майнові відносини виникають:
- між фізичними особами;
- між фізичними особами і юридичними особами;
- між юридичними особами;
- за участю держави і фізичних осіб або юридичних осіб;
- за участю органів місцевого самоврядування і фізичних осіб або юридичних осіб.

Майнові відносини, поряд з особистими немайновими відносинами, є предметом цивільно-правового регулювання. Проте, не всі майнові відносини регулюються цивільним правом. Так, майнові відносини, що виникають у зв'язку зі сплатою податків, митних зборів, адміністративних штрафів, регулюються фінансовим і адміністративним правом. Кримінальне право також регулює майнові відносини (конфіскація, штраф).
Таким чином, цивільним правом регулюються лише ті майнові відносини, учасники яких виступають не як суб'єкти влади, а як рівноправні (звичайні) суб'єкти.
Відносини, що виникають у сфері інтелектуальної діяльності, ґрунтуються на нормах двох самостійних правових інститутів. Це авторське право та суміжні права, а також право промислової власності.